# Grammy for Bedste solo rap-præstation
Grammy for Best Rap Solo Performance er en amerikansk pris der uddeles af Recording Academy for årets bedste rap af en solist. Prisen går til rapperen. Prisen har været uddelt siden 1991.
Før 1991 blev der i stedet uddelt en Best Rap Performance; denne blev i 1991 delt op i solist og gruppe. I 2003 blev der i stedet uddelt separate priser for Best Female Rap Solo Performance og Best Male Rap Solo Performance. 

## Modtagere af Grammy for Best Rap Solo Performance
- 2011: Eminem for Not Afraid
- 2010: Jay-Z for D.O.A. (Death of Auto-Tune)
- 2009: Lil Wayne for A Milli
- 2008: Kanye West for Stronger
- 2007: T.I. for What You Know
- 2006: Kanye West for Gold Digger
- 2005: Jay-Z for 99 Problems
- 2004: Eminem for Lose Yourself
- 2003: Bedste kvindelige: Missy Elliott for Scream a.k.a. Itchin'  – Bedste mandlige: Nelly – Hot in Here
- 2002: Missy Elliott for Get Ur Freak On
- 2001: Eminem for The Real Slim Shady
- 2000: Eminem for My Name Is

- 1999: Will Smith for Gettin' Jiggy Wit It
- 1998: Will Smith for Men in Black
- 1997: LL Cool J for Hey Lover
- 1996: Coolio for Gangsta's Paradise
- 1995: Queen Latifah for U.N.I.T.Y.
- 1994: Dr. Dre for Let Me Ride
- 1993: Sir Mix-a-Lot for Baby Got Back
- 1992: LL Cool J for Mama Said Knock You Out
- 1991: MC Hammer for U Can't Touch This

## Flere vundne priser
5 vundne
- Eminem

3 vundne
- Missy Elliott

2 vundne
- LL Cool J
- Kanye West
- Will Smith

## Flere nomineringer
8 nomineringer
- Eminem

7 nomineringer
- Jay-Z

5 nomineringer
- LL Cool J
- Busta Ryhmes
- Missy Elliott

4 nomineringer
- Queen Latifah
- Ludacris
- Kanye West
- T.I.

3 nomineringer
- MC Hammer
- Coolio
- Will Smith
- Common
- Nelly
- 50 Cent

2 nomineringer
- Monie Love
- Sir Mix-a-Lot
- Dr. Dre
- MC Lyte
- Snoop Dogg
- The Notorious B.I.G.
- 2Pac
- Nas
- Lauryn Hill
- DMX
- Mystikal
- Lupe Fiasco
- Mos Def
- Drake